# جاك هايد
جاك هايد (بالإنجليزية: Jack Hyde)‏ (1899 في المملكة المتحدة - 1982) هو لاعب كرة قدم بريطاني (وحمل سابقاً جنسية المملكة المتحدة لبريطانيا العظمى وأيرلندا) في مركز الوسط. لعب مع بورت فايل.